# جوزيه ريفيرا
جوزيه ريفيرا (بالإنجليزية: Jose Rivera)‏ هو سياسي أمريكي، ولد في 30 يوليو 1936 في سان خوان في الولايات المتحدة. حزبياً، نشط في الحزب الديمقراطي. وقد انتخب عضو جمعية ولاية نيويورك.